# Lo schiavo (Oper)
Lo schiavo (deutsch: ‚Der Sklave‘) ist eine Oper (Originalbezeichnung: „Dramma lirico“) in vier Akten von Antônio Carlos Gomes (Musik) mit einem Libretto von Rodolfo Paravicini nach einem Entwurf von Alfredo Visconde de Taunay d’Escragnolle. Die Uraufführung fand am 27. September 1889 im Teatro Imperial Dom Pedro II in Rio de Janeiro statt.

## Handlung

### Kurzfassung
Erster Akt. Graf Rodrigo, Besitzer einer Plantage in Brasilien, plant die Zwangsverheiratung seiner neuen indianischen Sklaven. Unter diesen befinden sich der rebellische ehemalige Tamoyo-Häuptling Iberè und die junge Ilàra. Zu Rodrigos Unwillen liebt Letztere seinen Sohn Americo. Er will daher die beiden Indianer miteinander vermählen und Americo fortschicken. Als der Aufseher Gianfèra Iberè auspeitschen lassen will, verhindert Americo dies, schließt Freundschaft mit Iberè und verspricht den Sklaven die baldige Freilassung. Rodrigo fordert Americo auf, unverzüglich abzureisen. Nach dessen Abschied von Ilàra wird sie gewaltsam mit Iberè vermählt.
Zweiter Akt. Die fortschrittlich gesinnte Gräfin von Boissy liebt Americo, akzeptiert aber, dass sein Herz bereits vergeben ist. Im Rahmen eines Gartenfestes lässt sie ihre Sklaven, darunter Ilàra und Iberè, frei. Als Americo erfährt, dass die beiden geheiratet haben, fühlt er sich von ihnen verraten.
Dritter Akt. Iberè leidet unter der ablehnenden Haltung seiner Frau, die weiterhin nur an Americo denkt. Er übernimmt die Führung einer Gruppe indianischer Aufständischer und bereitet einen Überfall auf Rodrigos Farm vor. Ilàra fürchtet um Americos Leben.
Vierter Akt. Nach einem abgewehrten Angriff der Portugiesen auf das Lager der Aufständischen mehren sich bei den Eingeborenen Zweifel an Iberès Loyalität. Tatsächlich würde dieser für ein Lächeln Ilàras alles tun und fühlt sich noch immer seinem Rivalen Americo verpflichtet. Bei Tagesanbruch führen ihm seine Leute den gefangen genommenen Americo vor. Iberè sucht zunächst ein privates Gespräch mit ihm. Erst jetzt erfährt Americo, dass Iberès und Ilàras Heirat erzwungen war. Iberè will dem Glück der beiden nicht länger im Wege stehen. Er lässt Americo mit Ilàra fliehen und tötet sich selbst.

### Erster Akt
Der große Hof einer Farm des Grafen Rodrigo am Fluss Parahyba

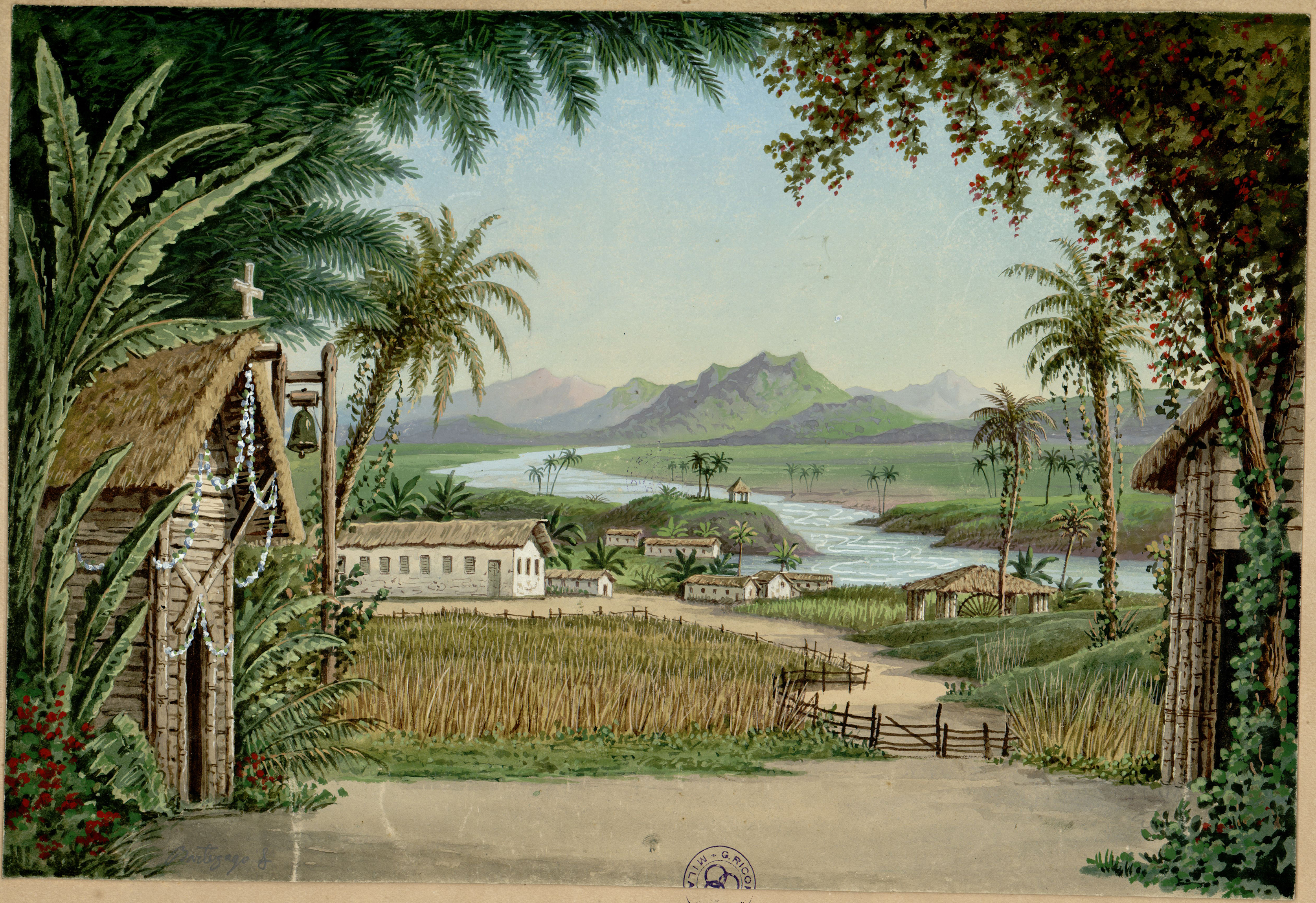
Luigi Bartezago: Bühnenbild des ersten Akts, 1889

Rechts das Haus des Verwalters Gianfèra, ländlich und mit Stroh bedeckt. Daneben der Viehstall. Auf der linken Seite die Kapelle, ein grobes Gebäude mit spitzem Dach wie eine Kirchenkuppel. Neben der Kapelle eine große Glocke an zwei Balken aus grobem Holz. Auf einer Anhöhe im Hintergrund das einstöckige Herrenhaus mit vielen Fenstern und einer einzigen Tür an der Seite, ebenfalls mit Stroh bedeckt. Kokosbäume, Bananen und Palmen sind pittoresk über die Szene verteilt. Im fernen Hintergrund Zuckerrohr-Plantagen. Noch weiter entfernt die Urwälder. Die grandiose Landschaft wird in der Ferne von sehr hohen Bergen gekrönt. In der Mitte ziemlich weit hinten werden einige primitive Ochsenkarren mit Zuckerrohr beladen. Zu Beginn ist die Szene sehr lebendig. Einige Arbeiter und Arbeiterinnen, Diener des Grafen, schmücken auf kleinen Leitern die Vorderseite der Kapelle mit Palmen und weiß-blauen Girlanden. Sonnenaufgang.
Szene 1. Der Aufseher Gianfèra treibt die Farmarbeiter und indianischen Sklaven mit seiner Peitsche zur Arbeit an. Der Graf will seine neuen Sklaven am Mittag zwangsweise verheiraten, und bis dahin müssen die Vorbereitungen abgeschlossen sein (Chor: „Oggi Imene qui prepara“).
Szene 2. Der Graf erhöht seinerseits den Druck auf Gianfèra, den Kirchenschmuck fertigzustellen.
Szene 3. Gianfèra informiert den Grafen über das rebellische Verhalten des Sklaven Iberè, der vor seiner Gefangennahme Häuptling der Tamoyo war. Der Graf beschließt, diesen mit der Sklavin Ilàra zu verheiraten, auf die sein Sohn Americo schon lange ein Auge geworfen hat. Er will die Verbindung Americos mit der indianischen Sklavin um jeden Preis verhindern und seinen Sohn daher fortschicken. Iberè und Ilàra will er seinem Bruder Fernando in Guanabàra übergeben.
Szene 4. Ilàra fühlt sich von Gianfèra verfolgt und bedrängt (Frase cantabile: „Segue e sorveglia i passi miei“). Sie hofft auf Rettung durch Americo.
Szene 5. Gianfèra lässt Iberè festnehmen, um ihn auszupeitschen. Ilàra flieht erschrocken.
Szene 6. Americo befiehlt den Arbeitern, Iberè sofort freizulassen. Er schickt Gianfèra fort und versichert Iberè, dass er ihm freundlich gesinnt sei. Iberè erzählt ihm die Geschichte seiner Versklavung (Iberè: „In aspra guerra per la mia terra“). Dennoch hat er die Hoffnung nie aufgegeben und droht den Portugiesen mit Krieg. Über sich selbst erschrocken bittet er Americo jedoch sofort um Vergebung und fällt vor ihm auf die Knie (Quartett: „Baciar desìo la tua man“). Americo hilft ihm auf und reicht ihm freundschaftlich seine Hand. Die gerade eingetroffene Ilàra und die anderen Sklaven und Arbeiter sind beeindruckt von Americos Verhalten. Ilàra und zwei andere Sklavinnen knien vor Americo nieder. Der hilft auch ihnen auf und verspricht ihnen seine Freundschaft. Als Gianfèra zurückkehrt, um die Sklaven wieder zur Arbeit anzuhalten, entreißt ihm Americo die Peitsche und bedroht ihn. Dann verspricht er den Sklaven die baldige Freilassung.
Szene 7. Der Graf unterdrückt seine Wut auf Americo und fordert ihn auf, in den Kampf gegen die aufständischen Guanabàra zu ziehen (Duettino: „Di ribellione autore“). Americo möchte jedoch Ilàra nicht ohne seinen Schutz zurücklassen. Der Graf will von einer solchen Beziehung nichts wissen. Americo muss sofort abreisen.
Szene 8. Während sich Americo auf den Weg macht, erblickt er im Wald eine auffällige Bewegung.
Szene 9. Ilàra eilt zu ihm und fleht ihn um Schutz an. Die beiden erinnern sich an ihre gemeinsame Kindheit und versichern einander ihre Liebe (Duett: „Conservi ognor fedele“). Ilàra befürchtet eine schreckliche Handlung seines Vaters. Americo schwört, dass er sie nach seiner Rückkehr heiraten werde. Die beiden verabschieden sich voneinander, und Americo reitet fort. Die Sklaven winken ihm hoffnungsvoll nach.
Szene 10. Plötzlich erscheint Gianfèra mit zwei Farmern. Sie ergreifen Ilàra und schleppen sie gewaltsam in die Kapelle. Eine Gruppe Capàngas tut das gleiche mit Iberè. Die beiden werden unter Zwang miteinander verheiratet. Gianfèra beglückwünscht sie mit höhnischem Lachen.

### Zweiter Akt
Ein sehr eleganter achteckiger Pavillon in den Gärten der Gräfin von Boissy in Nitheroy
Der Pavillon wird von kleinen Bambussäulen gestützt. Das Dach, dessen Balken wie Strahlen vom Zentrum ausgehen, ist mit Palmzweigen bedeckt. Transparente Scheiben aus einheimischem Stroh umgeben den Pavillon, und durch diese ist der ihn umgebende prächtige Garten zu sehen. Durch den großen Eingang ist im Hintergrund das Meer sichtbar. Überall hängen Blumen, Schmarotzerpflanzen, Orchideen und Kletterpflanzen in eleganten Körben. Links befindet sich ein großer Spiegel, der bis zum Boden reicht. Rechts hängt eine indigene Hängematte zwischen zwei großen Bambusstämmen. Ein Sofa. Einige Stühle.
Szene 1. Vor dem Spiegel legt die Gräfin von Boissy letzte Hand an ihre Garderobe (Gräfin: „Piacer! Ecco la cura“). Sie erwartet den Grafen Americo, für den sie sich besonders schön machen will. Bisher hat er sich jedoch unempfänglich für ihre Reize gezeigt.
Szene 2. Americo tritt ein. Er trägt die Uniform eines Marine-Offiziers. Nach einer galanten Verbeugung erklärt er der Gräfin, dass er ihre Schönheit bewundere und ihre Freundschaft wünsche, doch bereits eine andere Frau liebe (Duett: „Conte, voi obliarmi sembrate“). Die Gräfin nimmt dies mit leichtem Sarkasmus zur Kenntnis und zieht sich zurück.
Szene 3. Americo denkt an seine Liebe zu Ilàra und nimmt sich vor, die Zeit der Trennung durchzuhalten (Romanze: „All’istante partir di qui vorrei“ – „Quando nascesti tu“).
Szene 4. Die Gräfin dankt dem Grafen Rodrigo für sein Kommen. Sie deutet vorsichtig an, dass aus der von ihm erhofften Hochzeit seines Sohnes mit ihr wohl nichts werde. Das Gespräch wird durch den Auftritt ihrer Diener unterbrochen, die das Gartenfest eröffnen. Graf und Gräfin ziehen sich zurück. Die Vorhänge öffnen sich und erlauben einen Blick auf die Guanabara-Bucht.
Szene 5. Damen und französische Offiziere versammeln sich zum Gartenfest (Ballett und Chor: „La vista è sorprendente“).
Szene 6. Die Gräfin kehrt an der Spitze ihres Gefolges zurück in den Garten. Auch Graf Rodrigo ist inzwischen eingetroffen. Die Gräfin bekennt öffentlich, dass sie das Ende der Sklaverei herbeisehnt (Hymne an die Freiheit: „Grazie davver, signori“ – „Un astro splendido“). Alle klatschen Beifall.
Szene 7. Die Gräfin verkündet ihren eigenen Sklaven die Freiheit (Gräfin: „Quegl’infelici or dunque“).
Szene 8. Nacheinander treffen auch Iberè, Ilàra und Americo ein. Mit Bestürzung erfährt Americo, dass seine Geliebte inzwischen mit Iberè vermählt ist. Er glaubt, sie habe ihn hintergangen. Ilàra findet keine Gelegenheit, ihm die Hintergründe mitzuteilen. Als Americo sein Schwert gegen Iberè zieht, greift sein Vater ein und wirft Ilàra hinaus. Die Gräfin ist zutiefst enttäuscht über Americo (Graf und Chor: „La fiamma cocente“).

### Dritter Akt
Der große Wald bei den Giacarèpaguà-Bergen
In der Ferne der See Comorin; in der Nähe ein dichter Palmenhain mit der einfachen Hütte von Ilàra und Iberè; im Vordergrund links und rechts große Baumstämme auf dem Boden; überall wild verteilte Büschel von Blumen und Gras.
Szene 1. Ilàras Freude über die wiedergewonnene Freiheit wird durch den Gedanken an ihre Ehe mit dem ungeliebten Iberè und den Verlust Americos getrübt (Ilàra: „Alba dorata del natio mio suol“ – „O ciel di Parahyba“ – „La stella dell’amor“).
Szene 2. Iberè bittet Ilàra, ihn nicht ganz so abweisend zu behandeln. Auch wenn sie ihn nicht liebt, wünscht er doch ihre Freundschaft. Ilàra weist ihn jedoch heftig zurück und beharrt darauf, nur Americo zu lieben. In einem kurzen Moment heftiger Eifersucht zieht Iberè seinen Dolch gegen sie. Sein indianisches Ehrgefühl hält ihn jedoch vor Schlimmerem ab. Er schickt sie fort.
Szene 3. Iberè richtet seinen Zorn jetzt gegen die portugiesischen Eroberer (Monolog: „Fragile cor di donna“). Seinem Rivalen Americo hingegen fühlt er sich zu Dank verpflichtet. In Gedanken versunken lässt er sich auf einen Baumstamm nieder.
Szene 4. Der Indianerhäuptling Goitacà informiert Iberè über einen bevorstehenden Aufstand der Eingeborenen und fordert ihn auf, daran teilzunehmen. Die Häuptlinge Guarûco und Tupinambà und viele weitere Krieger kommen hinzu. Alle sind bereit zum Kampf unter der Führung Iberès.
Szene 5. Erschrocken über die wilden Kriegsrufe der Verschwörer kehrt Ilàra zurück (Quintett: „Di quale frastuono la selva risuonò!“). Goitacà fragt Americo nach seiner Meinung (Goitacà: „Guerrier prode e fedele“), und der erklärt Rodrigos Farm am Parahyba zum ersten Angriffsziel. Ilàra sorgt sich um Americo.
Szene 6. Iberè führt die Angreifer durch den Dschungel zur Farm (Iberè und Chor: „Pari alla tigre“).

### Vierter Akt
Ein auf das Meer hinausführendes Felsplateau in Guanabàra
Das Plateau ist mit einer langen Palisade aus Pfeilen und großen geschärften Bambusstämmen gesichert. Im Hintergrund, zwischen den Felsen und der Palisade, öffnet sich eine dunkle und mysteriöse Höhle, die steil zum Meer hin abfällt. Neben dieser Höhle befindet sich das Zelt Iberès, von konischer Form und mit Palmblättern bedeckt. Der Boden auf der rechten Seite ist steil und von gewundenen Pfaden durchzogen, die steil abfallen. In der Ferne weitere Felsen entlang der Küste, soweit das Auge reicht. Verschiedene düstere Höhlen zwischen den Sträuchern und großen zerklüfteten Felsen. Grausige und wilde Gegend. Tiefe Nacht.
Szene 1. Das Lager der Aufständischen wird von den Portugiesen angegriffen (Chor: „All’erta, all’erta“).
Szene 2. Der Angriff konnte zwar abgewehrt werden, doch die Eingeborenen fühlen sich von Iberè verraten (Chor: „Uno scampo Iberè si prepara…“). Er kann sie nur mühsam besänftigen.
Szene 3. Iberè wird von Selbstzweifeln geplagt. Für einen einzigen Kuss oder ein Lächeln Ilàras würde er seine Macht aufgeben (Rezitativ „Sospettano di me“ und Arie „Sogni d’amore“). Bei Sonnenaufgang zeigen sich alle siegesgewiss (Chor: „Ullàa! All’erta!“).
Szene 4. Ein Orchestervorspiel stellt den brasilianischen Sonnenaufgang mit seinen verschiedenen Geräuschen dar. Gelegentlich erklingt Kriegslärm aus dem Lager der Tamoyo. Auf dem Meer in der Ferne zeigt sich die kampfbereite portugiesische Flotte. Vom Flaggschiff ertönen Trompeten. Ein Kanonenschuss begrüßt den neuen Tag. Die Tamoyo erwidern ihn mit Kriegsrufen.
Szene 5. Die kriegerisch gekleidete und mit Pfeil und Bogen bewaffnete Ilàra bewundert den Ausblick auf das Meer und denkt dabei an ihren Geliebten (Romanze: „Oh come splendido e bello“ – „Come serenamente“).
Szene 6. Iberè gesellt sich traurig zu ihr (Duett: „Ecco l’ombra mia funesta“).
Szene 7. Eine Gruppe Tamoyos hat Americo gefangen genommen und schleppt ihn zu Iberè (Chor: „Il temerario vien dal mar“). Iberè bittet seine Leute, ihn für einen Moment mit dem Gefangenen alleine zu lassen. Die anderen ziehen sich misstrauisch zurück.
Szene 8. In ihrem Gespräch bekennen Americo und Iberè, dass sie sich beide vom jeweils anderen um ihr Glück gebracht fühlen (Duett: „Benché le insegne e l’armi“).
Szene 9. In einem Wutanfall erhebt Americo drohend die Hand gegen seinen Rivalen (Terzett: „Traditor! La giusta vendetta“). Ilàra stellt sich zwischen die beiden und klärt die Lage auf: Sie alle seien Opfer der von Americos Vater erzwungenen Ehe. Von ihrer Treue und ihrem Mut beeindruckt verzichtet Iberè zugunsten Americos auf Ilàra („È ver, l’amai nell’iride“).
Szene 10 „ultima“. Als die anderen Aufständischen zurückkehren, zeigt Iberè Americo und Ilàra einen versteckten Fluchtweg und lässt sie entkommen („Olà! Che tardi?“). Er wirft seine Machtinsignien fort und tötet sich selbst, bevor er von seinen wütenden Gefährten gerichtet werden kann.

## Gestaltung

### Musik
Das als „Dramma lirico“ bezeichnete Werk wird gelegentlich der Gattung Opera seria zugewiesen, enthält aber auch Kennzeichen einer Grand opéra wie das integrierte Ballett (II:5) oder „grelle dramatische Effekte“ in der Verschwörungsszene (III:4–5) und dem Coro ronda (IV:1–2).
Stilistisch erinnert die Oper an den mittleren Verdi. Auch veristische Züge sind erkennbar. Die Musik enthält trotz der brasilianischen Handlung mit eingeborenen Protagonisten keine dazu passenden folkloristischen Elemente. Die Tänze sind eher allgemein exotisch gehalten. Sie machen Gebrauch von bestimmten rhythmischen Modellen der zeitgenössischen Tanzmusik. Der Tanz der Tamoyo beispielsweise verwendet das typische synkopische Motiv einer Habanera. Die Melodik einiger Arien erinnert an die sentimentalen brasilianischen Modinha-Lieder.
Das als „Alvorada“ (Morgenröte) bekannte Orchestervorspiel (IV:4) gilt als Gomes’ bestes Orchesterstück und hat möglicherweise Pietro Mascagni zum Sonnen-Hymnus (Inno al sole) seiner Oper Iris inspiriert.

### Orchester
Die Orchesterbesetzung der Oper umfasst die folgenden Instrumente:
- Holzbläser: drei Flöten (3. auch Piccolo), zwei Oboen, zwei Klarinetten, zwei Fagotte
- Blechbläser: vier Hörner, vier Trompeten, drei Posaunen, Basstuba
- Pauken, Schlagzeug: große Trommel, Becken, Triangel, Glocken
- Harfe
- Streicher
- Bühnenmusik hinter der Szene: Trompete, Kornett

### Musiknummern
Die Oper enthält die folgenden Musiknummern:
- Preludio

Erster Akt
- Szene 1 – Chor: „Oggi Imene qui prepara“ (Landarbeiter, Capàngas, Sklaven, Gianfèra)
- Szene 2 – „Salute a voi, signor“ (Graf Rodrigo und dieselben)
- Szene 3 – „Una rivolta degli schiavi“ (Gianfèra, Graf Rodrigo)
- Szene 4 – Frase cantabile: „Segue e sorveglia i passi miei“ (Ilàra)
- Szene 5 – Racconto: „Vittoria!“ (Ilàra, Iberè, Gianfèra, Sklaven, Capàngas, Landarbeiter)
- Szene 6 – „Fermate… Che avvenne mai?“ (Americo und dieselben)
  - „In aspra guerra per la mia terra“ (Iberè)
  - Quartett: „Che dissi io mai!“
  - „Baciar desìo la tua man“
- Szene 7 – Duettino: „Di ribellione autore“ (Graf Rodrigo, Americo)
  - „Ah! Amo l’angelo che Iddio“
- Szene 8 – Duett „Che vedo! Là…“ (Ilàra, Americo)
- Szene 9 – Duett (Fortsetzung) „Conservi ognor fedele“ (Ilàra, Americo)
- Szene 10 – „Ah! Tradimento!“ (Ilàra, Gianfèra, Iberè, Capàngas, Sklaven, Arbeiter)

Zweiter Akt
- Szene 1 – „Piacer! Ecco la cura“ (Gräfin, Lion, Americo)
- Szene 2 – Duett: „Conte, voi obliarmi sembrate“ (Americo, Gräfin)
- Szene 3 – Romanze: „All’istante partir di qui vorrei“ (Americo)
  - „Quando nascesti tu“
- Szene 4 – „Si, molto gentile“ (Gräfin, Graf Rodrigo)
- Szene 5 – [Ballett]
  - a. Danza Normanna: „La vista è sorprendente“ (Chor und Gräfin)
  - [b. Tamoyo][A 1]
  - c. [b.] Carigiò – Danza indigena
  - d. [c.] Danza dei Conottieri
  - e. [d.] Goitacà – Danza indigena
  - f. [e.] Baccanale
- Szene 6 – Hymne an die Freiheit: „Grazie davver, signori“ (Gräfin und Chor)
  - „Un astro splendido“
- Szene 7 – „Quegl’infelici or dunque“ (dieselben, Sklaven, Iberè, Ilàra, Americo)
- Szene 8 – Finale II: „Che vedo? Qui costoro?“
  - „La fiamma cocente“ (Graf und Chor)

Dritter Akt
- Szene 1 – Arie: „Alba dorata del natio mio suol“ (Ilàra)
  - „Oh ciel di Parahyba“
  - Duett „La stella dell’amor“ (Ilàra)
- Szene 2 – Duett (Fortsetzung): „Vedi? Son teco!“ (Ilàra, Iberè)
- Szene 3 – Monolog: „Fragile cor di donna“ (Iberè)
- Szene 4 – Verschwörung der Sklaven: „Iberè!“ (Goitacà, Iberè, Anführer, Chor)
- Szene 5 – Verschwörung der Sklaven (Fortsetzung), Quintett: „Di quale frastuono la selva risuonò!“ (Iberè, Goitacà, Guarûco, Tupinambà, Ilàra)
  - „Guerrier prode e fedele“ (Goitacà)
- Szene 6 – Finale III: „Pari alla tigre“ (Iberè und Chor)

Vierter Akt
- Szene 1 – Chor – Ronda: „All’erta! All’erta!“
- Szene 2 – Chor (Fortsetzung): „Uno scampo Iberè si prepara…“
- Szene 3 – Rezitativ: „Sospettano di me“ (Iberè)
  - Arie: „Sogni d’amore“ (Iberè)
  - Chor: „Ullàa! All’erta!“
- Szene 4 – Preludio orchestrale [„Alvorada“]
- Szene 5 – Romanze: „Oh come splendido e bello“ (Ilàra)
  - „Come serenamente“
- Szene 6 – Duettino: „Ecco l’ombra mia funesta“ (Ilàra, Iberè)
- Szene 7 – Chor der Sklaven: „Il temerario vien dal mar“
- Szene 8 – Duett: „Benché le insegne e l’armi“ (Americo, Iberè)
- Szene 9 – Terzett: „Traditor! La giusta vendetta“ (Americo, Iberè, Ilàra)
  - „È ver, l’amai nell’iride“
- Szene 10 – „Olà! Che tardi?“ (dieselben und Chor)

## Werkgeschichte

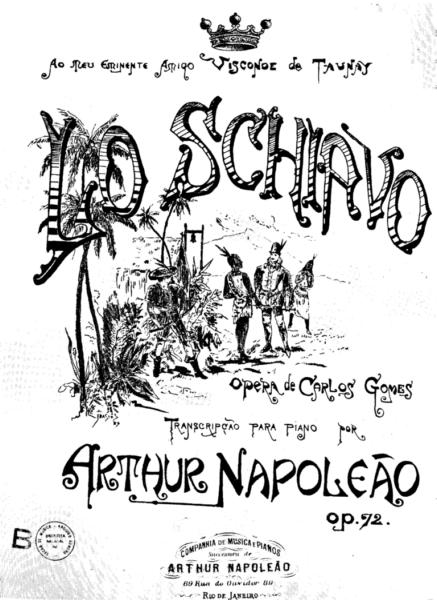
Titelblatt des Klavierauszugs von Arthur Napoleão

Nach dem Fehlschlag seiner 1879 in Mailand aufgeführten Oper Maria Tudor unternahm der brasilianische Komponist Antônio Carlos Gomes mehrere Anläufe für ein neues Opernprojekt, bevor er sich 1883 dem Kolonialdrama Lo schiavo zuwandte. Die Idee zu diesem Sujet hatte er 1880 während eines Brasilien-Besuchs. Die Oper sollte eine aktive Rolle im Kampf gegen die Sklaverei in Brasilien übernehmen, deren Abschaffung gerade zu dieser Zeit heftig diskutiert wurde. Den Libretto-Entwurf lieferte Gomes’ Freund Alfredo Visconde de Taunay d’Escragnolle, ein entschiedener Gegner der Sklaverei. In seiner Vorlage spielte die Handlung im Jahr 1801 und bezog sich auf schwarze Sklaven. Das endgültige Libretto in italienischer Sprache erstellte Rodolfo Paravicini nach konkreten Angaben Gomes’, der auch darauf bestand, die von Francesco Giganti verfasste „Hymne an die Freiheit“ einzufügen. In dieser Fassung wurde die Handlung in das Jahr 1567 verlegt. Anstelle der im 16. Jahrhundert in Brasilien noch nicht gebräuchlichen schwarzen Sklaven waren die Protagonisten jetzt Eingeborene. Paravicini glaubte offenbar, dass dunkelhäutige Charaktere nicht mit der Opernkonvention vereinbar seien.
Für die Komposition benötigte Gomes mehrere Jahre. Vor der Aufführung gab es verschiedene rechtliche Probleme. Zudem zeigten die europäischen Opernhäuser kein Interesse an einer Aufführung. Eine für 1887 in Bologna geplante Produktion kam aufgrund von Differenzen zwischen Gomes und seinem Librettisten nicht zustande.
Die Uraufführung fand schließlich unter der Leitung des Komponisten am 27. September 1889 im Teatro Imperial Dom Pedro II in Rio de Janeiro statt – zwei Monate vor dem Zusammenbruch des brasilianischen Kaiserreichs und ein Jahr nachdem die Sklaverei dort abgeschafft worden war. Das eigentliche Ziel der Oper war somit schon vor der Uraufführung erreicht.
Die Hauptrollen sangen Enrico Serbolini (Graf Rodrigo), Franco Cardinali (Americo), Maria Peri de Stefani (Ilàra), Marie Oster van Cauteren (Gräfin von Boissy), Innocente De Anna (Iberè), Francesco Bartolomasi (Gianfèra). Die Aufführung erhielt großen Beifall. Seitdem gilt das Werk in Brasilien als Gomes’ beste Oper und wird dort regelmäßig in den großen Theatern gespielt.
Außerhalb Brasiliens blieb vor allem Americos Arie „Quando nascesti tu“ (II:3) im Gedächtnis. Von dieser existieren Aufnahmen mit Enrico Caruso (1911), Giacomo Lauri-Volpi (1918) und Beniamino Gigli. Das Orchestervorspiel im vierten Akt und der Tanz der Tamoyo wurden auch als Konzertstück bekannt.
Die europäische Erstaufführung gab es erst 1977 im Stadttheater Bern in einer deutschen Übersetzung von Hans Hartleb. Regie führte Edgar Kelling. Die Ausstattung stammte von Ekkehard Grübler. Karl-Heinz Offermann sang den Iberè und Inga-Lill Modig die Ilàra. Im folgenden Jahr wurde die Oper als britische Premiere konzertant in London in St John’s, Smith Square gezeigt. Die Amato Opera führte Lo schiavo 1988 im Marymount Manhattan Theatre in New York auf. 1999 gab es eine Neuproduktion im Theater von Belém, der einige Aufführungen in Europa folgten. 2011 zeigte das Stadttheater Gießen das Werk in der italienischen Originalsprache in einer Inszenierung von Joachim Rathke unter der musikalischen Leitung von Carlos Spierer. Die erste Aufführung in Italien produzierte das Teatro Lirico di Cagliari im Jahr 2019. Ein Mitschnitt wurde auf CD und DVD/Blu-ray herausgegeben.

## Aufnahmen
- 26. Juni 1959 – Santiago Guerra (Dirigent), Orchester und Chor des Teatro Municipal Rio de Janeiro.
 Luiz Nascimento (Graf Rodrigo), Alfredo Colósimo (Americo), Ida Miccolis (Ilàra), Antea Claudia (Gräfin von Boissy), Lourival Braga (Iberè), Alvary Solano (Goitacà), Marino Terranova (Gianfèra), Carlos Dittert (Lion).
 Live aus Rio de Janeiro.
 EJS.[12]:5655
- September 1979 – David Machado (Dirigent), Orchester und Chor des Theatro Municipal São Paulo.
 Benito Maresca (Americo), Leila Martins (Ilàra), Thereza Godoy (Gräfin von Boissy).
 Live aus São Paulo.
 Voce LP: Voce-39 (2 LPs).[12]:5656
- 1999 – Eugene Kohn (Dirigent), Fernando Bicudo (Inszenierung).
 Mario Bertolini (Graf Rodrigo), Stephen Mark Brown (Americo), Nina Edwards (Ilàra), Sylvia Klein (Gräfin von Boissy), Louis Otey (Iberè), Luis Ottavio Paria (Goitacà), Manuel Alvarez (Gianfèra), Manrico Luz (Lion), Paulo Mello (Guarûco), Manuel Pascoa (Tapacoà), Lukas d’Oro (Tupinambà), Luiz Furiatti (Arary), José Correa (Botucûdo), Gatuzo (Carijò), Fabio Belizalo (Caiapò).
 Video; live aus dem Teatro da Paz in Belém.[12]:5657
- 27. Februar – 1. März 2019 – John Neschling (Dirigent), Davide Garattini Raimondi (Regie), Tiziano Santi (Bühne), Domenico Franchi (Kostüme), Alessandro Verazzi (Licht), Luigia Frattaroli (Choreografie), Orchester und Chor des Teatro Lirico di Cagliari.
 Dongho Kim (Graf Rodrigo und Goitacà), Massimiliano Pisapia (Americo), Svetla Vassileva (Ilàra), Elisa Balbo (Gräfin von Boissy), Andrea Borghini (Iberè), Daniele Terenzi (Gianfèra), Francesco Musinu (Lion und Tupinambà), Marco Puggioni (Guarûco), Michelangelo Romero (Tapacoà).
 Auch Video; live aus dem Teatro Lirico di Cagliari; Koproduktion mit dem Festival Amazonas de Ópera in Manaus.
 Dynamic CDS7845.02 (2 CDs), Dynamic 37845 (DVD), Dynamic 57845 (Blu-ray).[13]